# 三山城
54°48′N 58°27′E / 54.800°N 58.450°E
三山城（俄语：Трёхго́рный），舊稱茲拉托烏斯特-36（Златоуст-36），是俄羅斯車里雅賓斯克州西部的一個不開放城市，位於車里雅賓斯克以西200公里。2002年人口34,290人。
1952年建立。因生產核反應堆部件而被列為保密行政區。